# 勒羅伊·波普·沃克
勒羅伊·波普·沃克（英語：LeRoy Pope Walker，1817年2月7日—1884年8月23日），是第一任邦聯戰爭部長。

## 早年生活和職業生涯
勒罗伊·沃克，1817年出生於阿拉巴马州亨茨维尔是約翰·威廉姆斯·沃克和瑪蒂爾達·波普 (Matilda Pope)的兒子，也是勒羅伊·波普的孫子。勒罗伊·沃克接受私人導師的教育，然後就讀於阿拉巴馬大學和弗吉尼亞州大学。21歲之前，他取得了律師資格。1850年7月29日，與伊麗莎·迪克森·皮克特（Eliza Dickson Pickett）結婚。1853年他辭去了巡迴法院法官的職務，以專注於他的法律實踐以及積極推動分裂國家。

## 內戰
主要是根據沃克的幾位支持者（包括他的兄弟理查德）的建議，傑佛遜·戴維斯總統任命他擔任邦聯戰爭部長，儘管戴維斯本人並不認識沃克。他精力充沛，對支持美利堅聯盟國充滿信心，但沒有受過軍事訓練。內閣職務的壓力和困難嚴重影響了他的健康。，1861年3月，已脫離合眾國南方各州任命了特別專員前往其他尚未脫離合眾國的南方各州。沃克被選為從阿拉巴馬州到田納西州的專員在國家分裂大會上，他公開宣讀了阿拉巴馬州的分裂國家條款，並試圖說服田納西州的政客們投票支持這樣做。
1861年4月，叛軍轟炸薩姆特堡，內戰爆發後不久，沃克預測華盛頓特區和波士頓將在當年5月1日之前落入邦聯手中。然而，這從未發生過。
從1861年8月開始，戴維斯鼓勵沃克成為聯盟國駐歐洲代表。沃克沒有接受這一點，但於9月16日辭去職務。戴維斯任命他為联盟国陸軍準將，並指揮阿拉巴馬州莫比爾和蒙哥馬利陸軍駐地，並於1862年3月辭職。他於1864年4月重返軍隊，擔任軍事法官。

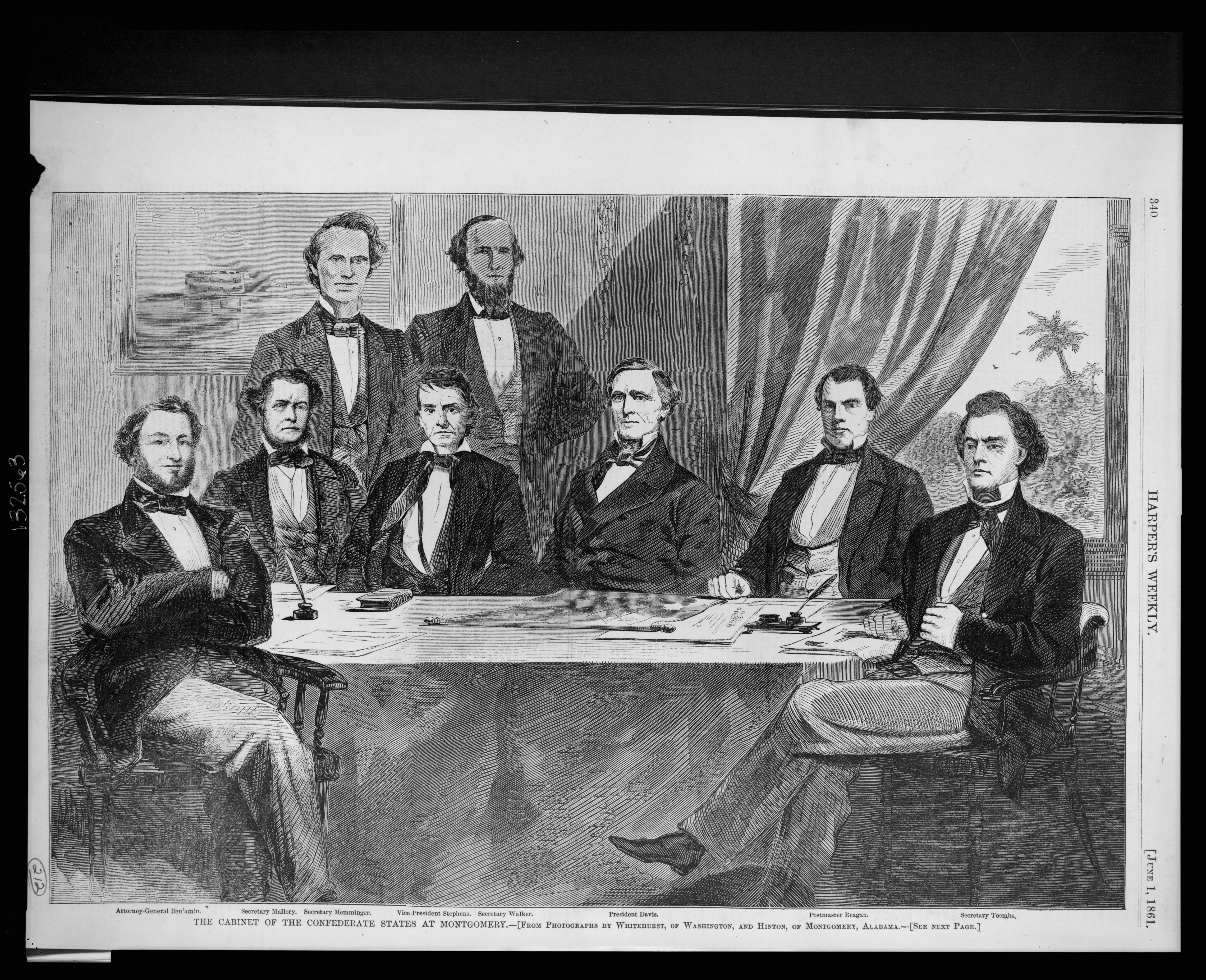
美利堅聯盟國內閣成員：犹大·本杰明、斯蒂芬·马洛里、克里斯托弗·梅明格、亚历山大·H·史蒂芬斯、勒羅伊·波普·沃克、傑佛遜·戴维斯、約翰·H·裡根以及羅伯特·圖姆斯

## 戰後
戰後沃克重返法律界，並繼續對政治感興趣。1884年去世，葬於亨茨維爾楓樹山公墓。

### 筆記
1. ↑  Patrick 1944, p. 105.
2. ↑  Patrick 1944, pp. 104, 106, 110.
3. ↑  Patrick 1944, p. 116–117.

## 外部連結
- . The Confederate War Department.   [2011-08-13]. （原始内容存档于2011-08-08）.
- Eicher, John H.; Eicher, David J., , Stanford, CA: Stanford University Press, June 2002 (2001), ISBN 978-0-8047-3641-1
- Patrick, Rembert W. . Baton Rouge: Louisiana State University Press. 1944: 104–120.
- Sifakis, Stewart, , New York: Facts On File, 19881988, ISBN 978-0-8160-1055-4
- Warner, Ezra J., , Baton Rouge, LA: Louisiana State University Press, 1959, ISBN 978-0-8071-0823-9